# Norges damlandslag i handboll

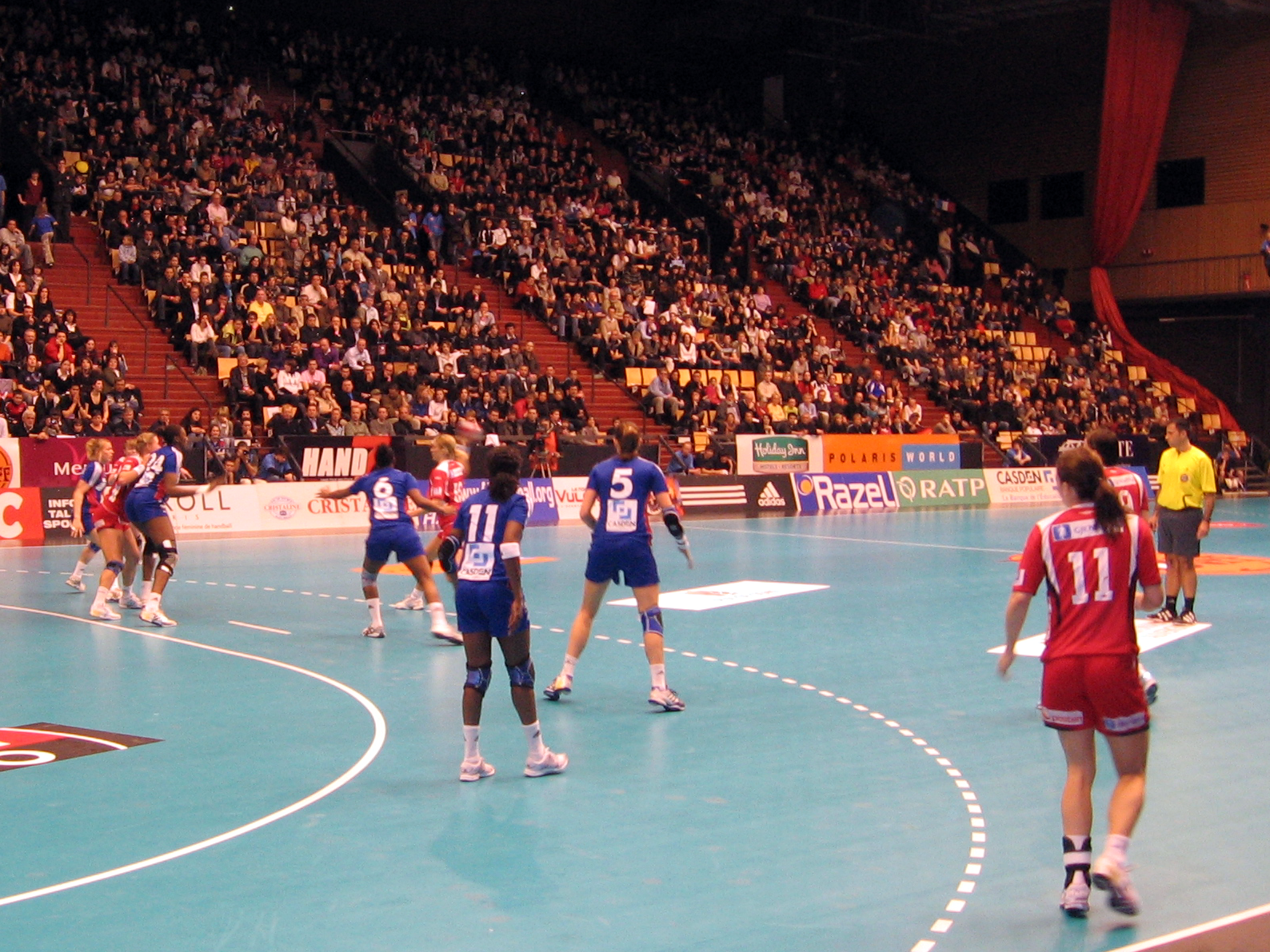
Frankrike-Norge i Clermont-Ferrand, 5 mars 2009.

Norges damlandslag i handboll representerar Norge i handboll på damsidan. Laget tog en plats i världseliten i slutet av 1980-talet, och har dominerat framför allt under 2000-talet.
Norge vann Europamästerskapen 1998, 2004, 2006, 2008, 2010, 2014, 2016, 2020 och 2022  samt världsmästerskapen 1999, 2011, 2015 och 2021. Man vann OS 2008, 2012 och 2024.
Laget fick Fearnleys olympiske ærespris för guldet i OS 2008.
Laget spelade sin första landskamp den 29 september 1946, och förlorade då med 2–5 mot Sverige.

## Meriter
| - 1957 i Jugoslavien: Ej kvalificerade - 1962 i Rumänien: Ej kvalificerade - 1965 i Västtyskland: Ej kvalificerade - 1971 i Nederländerna: 7:a - 1973 i Jugoslavien: 8:a - 1975 i Sovjetunionen: 8:a - 1978 i Tjeckoslovakien: Ej kvalificerade - 1982 i Ungern: 7:a - 1986 i Nederländerna: Brons - 1990 i Sydkorea: 6:a - 1993 i Norge: Brons - 1995 i Österrike och Ungern: 4:a - 1997 i Tyskland: Silver - 1999 i Norge och Danmark: Guld - 2001 i Italien: Silver - 2003 i Kroatien: 6:a - 2005 i Ryssland: 9:a - 2007 i Frankrike: Silver - 2009 i Kina: Brons - 2011 i Brasilien: Guld - 2013 i Serbien: 5:a - 2015 i Danmark: Guld - 2017 i Tyskland: Silver - 2019 i Japan: 4:a - 2021 i Spanien: Guld - 2023 i Danmark, Norge & Sverige: Silver |  | - 1994 i Tyskland: Brons - 1996 i Danmark: Silver - 1998 i Nederländerna: Guld - 2000 i Rumänien: 6:a - 2002 i Danmark: Silver - 2004 i Ungern: Guld - 2006 i Sverige: Guld - 2008 i Makedonien: Guld - 2010 i Danmark och Norge: Guld - 2012 i Serbien: Silver - 2014 i Kroatien och Ungern: Guld - 2016 i Sverige: Guld - 2018 i Frankrike: 5:a - 2020 i Danmark: Guld - 2022 i Montenegro, Nordmakedonien och Slovenien: Guld | - 1976 i Montreal: Ej kvalificerade - 1980 i Moskva: Ej kvalificerade - 1984 i Los Angeles: Ej kvalificerade - 1988 i Seoul: Silver - 1992 i Barcelona: Silver - 1996 i Atlanta: 4:a - 2000 i Sydney: Brons - 2004 i Aten: Ej kvalificerade - 2008 i Peking: Guld - 2012 i London: Guld - 2016 i Rio de Janeiro: Brons - 2020 i Tokyo: Brons - 2024 i Paris: Guld |

## Norska guldmedaljörer i OS 2008
Kari Aalvik Grimsbø, Katja Nyberg, Ragnhild Aamodt, Gøril Snorroeggen, Else Marthe Sørlie Lybekk, Tonje Nøstvold, Karoline Dyhre Breivang, Kristine Lunde, Gro Hammerseng Kari Mette Johansen, Marit Malm Frafjord, Tonje Larsen, Katrine Lunde Haraldsen,  Linn-Kristin Riegelhuth Förbundskapten: Marit Breivik

## Norska guldmedaljörer i OS 2012
Kari Aalvik Grimsbø,  Ida Alstad, Heidi Løke, Tonje Nøstvold, Karoline Dyhre Breivang, Kristine Lunde-Borgersen, Kari Mette Johansen, Marit Malm Frafjord, Linn Jørum Sulland, Katrine Lunde Haraldsen, Linn-Kristin Riegelhuth Koren, Gøril Snorroeggen, Amanda Kurtović, Camilla Herrem Förbundskapen: Thorir Hergeirsson

## Norska guldmedaljörer i OS 2024
Veronica Kristiansen, Maren Nyland Aardahl, Stine Skogrand, Nora Mørk, Stine Bredal Oftedal, Silje Solberg-Østhassel, Kari Brattset Dale, Kristine Breistøl. Vilde Ingstad, Katrine Lunde, Marit Røsberg Jacobsen, Camilla Herrem, Sanna Solberg-Isaksen, Henny Reistad, Thale Rushfeldt Deila. Förbundskapen: Thorir Hergeirsson

## Norska guldmedaljörer i VM 1999 i Danmark -Norge
Cecilie Leganger, Heidi Tjugum, Susann Goksør Bjerkrheim, Else-Marthe Sørlie, Kjersti Grini, Trine Haltvik, Tonje Larsen, Elisabeth Hilmo, Kristine Duvholt, Mette Davidsen, Jeanette Nilsen, Ann Eriksen, Mia Hundvin, Sahra Hausmann, Birgitte Sættem och Marianne Rokne. Förbundskapten: Marit Breivik.

## Norska guldmedaljörer i VM 2011 i Brasilien
Marit Malm Frafjord, Kari Aalvik Grimsbø, Mari Molid, Stine Bredal Oftedal, Ida Alstad, Heidi Løke, Tonje Nøstvold, Karoline Dyhre Breivang, Kristine Lunde-Borgersen, Kari Mette Johansen, Gøril Snorroeggen, Katrine Lunde Haraldsen, Linn Jørum Sulland, Linn-Kristin Riegelhuth Koren, Amanda Kurtović, Camilla Herrem. Förbundskapten: Thorir Hergeirsson.

## Norska guldmedaljörer i VM 2015 i Danmark
Kari Aalvik Grimsbø, Silje Solberg, Mari Molid, Veronica Kristiansen, Ida Alstad, Heidi Løke, Stine Skogrand, Vilde Ingstad, Nora Mørk, Stine Bredal Oftedal, Linn Jørum Sulland, Pernille Wibe, Betina Riegelhuth, Amanda Kurtović, Camilla Herrem, Sanna Solberg, Marta Tomac. Förbundskapten: Thorir Hergeirsson.

## Norska guldmedaljörer i VM 2021
Silje Solberg,  Katrine Lunde, Rikke Granlund, Henny Reistad, Emilie Hegh Arntzen, Veronica Kristiansen, Nora Mørk,  Stine Bredal Oftedal (kapten), Malin Aune, Kari Brattset Dale, Vilde Ingstad, Moa Högdahl, Marit Røsberg Jacobsen, Camilla Herrem, Sanna Solberg-Isaksen, Kristine Breistøl, Emilie Hovden, Maren Nyland Aardahl
Landslagschef:  Þórir Hergeirsson

## Norska guldmedaljörer i EM 1998
Ann Eriksen, Camilla Carstens, Cecilie Leganger, Elisabeth Hilmo, Elise Margrete Alsand, Else-Marthe Sørlie, Heidi Tjugum, Janne Tuven, Jeanette Nilsen, Kjersti Grini (kapten), Mette Davidsen, Mia Hundvin, Sahra Hausmann, Siv Heim Sæbøe, Tonje Larsen, Trine Haltvik. Landslagschef: Marit Breivik

## Norska guldmedaljörer i EM 2004
Camilla Thorsen, Elisabeth Hilmo, Else-Marthe Sørlie Lybekk, Gro Hammerseng (kapten), Gøril Snorroeggen, Isabel Blanco, Kari Mette Johansen, Karoline Dyhre Breivang, Katja Nyberg, Katrine Lunde, Kjersti Beck, Kristine Lunde, Linn-Kristin Riegelhuth, Ragnhild Aamodt, Randi Gustad, Terese Pedersen, Vigdis Hårsaker.
Landslagschef: Marit Breivik

## Norska guldmedaljörer i EM 2006
Anette Hovind Johansen, Anne Kjersti Suvdal, Else-Marthe Sørlie Lybekk, Gro Hammerseng (kapten), Gøril Snorroeggen, Kari Aalvik Grimsbø, Kari Mette Johansen, Karoline Dyhre Breivang, Katja Nyberg, Katrine Lunde, Kristine Lunde, Linn-Kristin Riegelhuth, Marianne Rokne, Marit Malm Frafjord, Ragnhild Aamodt, Terese Pedersen, Tonje Nøstvold.
Landslagschef: Marit Breivik

## Norska guldmedaljörer i EM 2008
Camilla Herrem, Heidi Løke, Isabel Blanco, Kari Aalvik Grimsbø, Kari Mette Johansen, Karoline Dyhre Breivang, Katrine Lunde Haraldsen, Kristine Lunde (kapten), Linn Jørum Sulland, Linn-Kristin Riegelhuth, Marit Malm Frafjord, Ragnhild Aamodt, Terese Pedersen, Tine Rustad Albertsen (Kristiansen), Tonje Larsen, Tonje Nøstvold.
Landslagschef: Marit Breivik

## Norska guldmedaljörer i EM 2010
Kari Aalvik Grimsbø, Mari Molid, Nora Mørk, Ida Alstad, Heidi Løke, Tonje Nøstvold, Karoline Dyhre Breivang, Gro Hammerseng (kapten), Kari Mette Johansen, Marit Malm Frafjord, Tonje Larsen, Katrine Lunde Haraldsen, Linn-Kristin Riegelhuth, Stine Bredal Oftedal, Tine Stange, Camilla Herrem och Linn Jørum Sulland.
Landslagschef: Þórir Hergeirsson

## Norska guldmedaljörer i EM 2014
Kari Aalvik Grimsbø, Betina Riegelhuth, Emilie Hegh Arntzen, Veronica Kristiansen, Ida Alstad, Heidi Løke, Karoline Dyhre Breivang (kapten), Nora Mørk, Stine Bredal Oftedal, Silje Solberg, Ida Bjørndalen Karlsson, Emily Stang Sando, Linn-Kristin Riegelhuth Koren, Maja Jakobsen, Camilla Herrem, Sanna Solberg och Pernille Wibe
Landslagschef: Þórir Hergeirsson

## Norska guldmedaljörer i EM 2016
Kari Aalvik Grimsbø, Silje Solberg, Marit Malm Frafjord, Vilde Mortensen Ingstad, Nora Mørk, Amanda Kurtović, Stine Ruscetta Skogrand, Silje Waade, Kjerstin Boge Solås, Marta Tomac, Emilie Hegh Arntzen, Veronica Egebakken Kristiansen, Stine Bredal Oftedal (kapten), Camilla Herrem, Sanna Solberg, Malin Aune.
Landslagschef: Þórir Hergeirsson

## Norska guldmedaljörer i EM 2020
Silje Solberg, Rikke Granlund Katrine Lunde,  Henny Reistad,  Emilie Hegh Arntzen, Veronica Kristiansen, Marit Malm Frafjord,  Heidi Løke, Stine Skogrand, Nora Mørk,  Stine Bredal Oftedal (lagkapten) Malin Aune, Kari Brattset Dale, Marit Røsberg Jacobsen, Camilla Herrem, Sanna Solberg-Isaksen, Kristine Breistøl
Landslagschef:  Þórir Hergeirsson

## Norska guldmedaljörer i EM 2022
Marie Davidsen, Emilie Hegh Arntzen, Ragnhild Valle Dahl, Maren Nyland Aardahl, Stine Skogrand, Nora Mørk, Stine Bredal Oftedal (kapten), Malin Aune, Silje Solberg-Østhassel, Kristine Breistøl, Vilde Ingstad, Katrine Lunde, Kristina Novak, Henny Reistad, Emilie Hovden, Sunniva Næs Andersen, Anniken Wollik, Thale Rushfeldt Deila, Ane Høgseth.
Coach: Thorir Hergeirsson

## Spelare med fler än 100 landskamper: Tabell
| Placering                | Namn                           | Position | Antal landskamper | Antal mål i landslaget |
| Uppdaterad efter EM 2020 |                                |          |                   |                        |
| 1.                       | Katrine Lunde                  | mv       | 339               | 3                      |
| 2.                       | Karoline Dyhre Breivang        |          | 305               | 475                    |
| 3.                       | Susann Goksør Bjerkrheim       |          | 296               | 844                    |
| 4.                       | Camilla Herrem                 | v6       | 288               | 819                    |
| 5.                       | Linn-Kristin Riegelhuth Koren  | h6       | 279               | 971                    |
| 6.                       | Heidi Sundal                   |          | 269               | 731                    |
| 7.                       | Tonje Larsen                   |          | 264               | 567                    |
| 8.                       | Annette Skotvoll               |          | 250               | 2                      |
| 9.                       | Karin Pettersen Ryen           |          | 244               | 546                    |
| 10.                      | Trine Haltvik                  |          | 241               | 834                    |
| 11.                      | Stine Bredal Oftedal           | m9       | 237               | 659                    |
| 12.                      | Cathrine Roll-Matthiesen       |          | 234               | 921                    |
| 13.                      | Heidi Løke                     | m6       | 226               | 801                    |
| 14.                      | Marit Malm Frafjord            | m6       | 221               | 421                    |
| 15.                      | Tonje Sagstuen                 |          | 217               | 593                    |
| 16.                      | Else-Marthe Sørlie Lybekk      |          | 215               | 598                    |
| 17.                      | Kristine Duvholt Havnås        |          | 208               | 377                    |
| 18.                      | Kari Mette Johansen            |          | 203               | 493                    |
| 19.                      | Hanne Hegh                     |          | 202               | 361                    |
| 20.                      | Kjersti Grini                  |          | 201               | 1003                   |
| 21.                      | Linn Jørum Sulland             | h9       | 193               | 579                    |
| 22                       | Silje Margaretha Solberg       | mv       | 191               | 7                      |
| 23.                      | Sissel Buchholdt               |          | 186               | 415                    |
| 24.                      | Hanne Hogness                  |          | 186               | 378                    |
| 25.                      | Tonje Nøstvold                 |          | 183               | 408                    |
| 26.                      | Sanna Solberg-Isaksen          | v6       | 183               | 354                    |
| 27.                      | Kristine Lunde-Borgersen       |          | 181               | 496                    |
| 28.                      | Elisabeth Hilmo                |          | 180               | 282                    |
| 29.                      | Heidi Tjugum                   |          | 175               | 0                      |
| 30.                      | Kari Aalvik Grimsbø            | mv       | 173               | 1                      |
| 31                       | Veronica Egebakken Kristiansen | v9       | 171               | 553                    |
| 32.                      | Gro Hammerseng-Edin            |          | 167               | 631                    |
| 33                       | Nora Mørk                      | h9       | 166               | 819                    |
| 34.                      | Cecilie Leganger               |          | 162               | 1                      |
| 35.                      | Ingrid Steen                   |          | 161               | 588                    |
| 36.                      | Britt Johansen                 |          | 156               | 140                    |
| 37.                      | Mette Davidsen                 |          | 148               | 256                    |
| 37.                      | Emilie Hegh Arntzen            | v9       | 148               | 228                    |
| 39.                      | Hege Kristine Kvitsand         |          | 145               | 197                    |
| 39.                      | Marte Eliasson                 |          | 145               | 179                    |
| 41.                      | Ida Alstad                     |          | 143               | 310                    |
| 41.                      | Kristin Midthun Ihle           |          | 143               | 306                    |
| 41.                      | Bjørg Andersen                 |          | 143               | 216                    |
| 44.                      | Marit Breivik                  |          | 137               | 286                    |
| 45.                      | Vigdis Hårsaker                |          | 133               | 337                    |
| 45.                      | Ragnhild Margrethe Aamodt      |          | 133               | 314                    |
| 47.                      | Ann Eriksen                    |          | 127               | 119                    |
| 48.                      | Liv Björk                      |          | 126               | 0                      |
| 49.                      | Ingunn Thomassen Berg          |          | 122               | 249                    |
| 49.                      | Linn Siri Jensen               |          | 122               | 0                      |
| 51                       | Stine Ruscetta Skogrand        |          | 120               | 202                    |
| 52.                      | Amanda Kurtovic                |          | 115               | 285                    |
| 53.                      | Mona Dahle                     |          | 114               | 151                    |
| 54.                      | Turid Smedsgård                |          | 113               | 0                      |
| 55.                      | Kristin Glosimot Kjelsberg     |          | 112               | 371                    |
| 56.                      | Siri Eftedal                   |          | 110               | 258                    |
| 56.                      | Kari Solem Aune                | H6       | 110               | 214                    |
| 58.                      | Janne Tuven                    |          | 108               | 268                    |
| 59.                      | Mari Kristine Søbstad Molid    |          | 107               | 57                     |
| 60                       | Vilde Mortensen Ingstad        | M6       | 106               | 134                    |
| 61.                      | Anne Berg                      |          | 105               | 195                    |
| 62.                      | Kjerstin Andersen              |          | 104               | 0                      |
| 63.                      | Astri Knudsen Bech             |          | 103               | 69                     |
| 64.                      | Gøril Snorroeggen              |          | 102               | 224                    |
| 64.                      | Kari Brattsett Dale            | M6       | 102               | 274                    |
| 65.                      | Marianne Rokne                 |          | 101               | 294                    |

## Mästerskapstrupper
VM 1971: 7:e plats:
Liv Bjørk, Siri Keul, Sissel Brenne, Bjørg Andersen, Eldbjørg Willassen, Karen Fladset (kapten), Astri Knudsen Bech, Sigrid Halvorsen, Astrid Skei Høsøien, Unni Anisdahl, Inger-Johanne Tveter, Lille Storberg, Anne Hilmersen, Berit Moen Johansen.
Förbundskapten: Tore Rasch. Tränare: Thor Ole Rimejorde.
VM 1973: 8:e plats
Liv Bjørk, Siri Keul, Sissel Brenne, Bjørg Andersen, Karen Fladset, Kari Aagaard, Astri Knudsen Bech, Sigrid Halvorsen, Unni Anisdahl, Inger-Johanne Tveter, Grethe Tønnesen, Hjørdis Høsøien, Wenche Wensberg, Svanhild Sponberg.
Förbundskapten: Tore Rasch. Trener: Thor Ole Rimejorde.
VM 1975: 8:e plats
Liv Bjørk, Siri Keul, Sissel Brenne, Marit Breivik, Bjørg Andersen, Kari Aagaard, Astri Knudsen Bech, Unni Anisdahl, Anne Aanestad Winter, Turid Sannes, Hjørdis Høsøien, Wenche Wensberg, Randi Elisabeth Dyrdal, Lisabeth Muhrer, Sussy Faye, Guri Jørum.
Landslagschef: Frode Kyvåg.
VM 1982: 7:e plats
Liv Bjørk, Linn Siri Jensen, Turid Smedsgård, Heidi Sundal, Hanne Hegh, Sissel Buchholdt, Britt Johansen, Kristin Midthun, Marit Breivik, Ingunn Thomassen Berg, Kristin Glosimot, Wenche Halvorsen Stensrud, Åse Nygård Pedersen, Ingunn Rise Kirkeby, Susanne Hannestad.
Landslagschef: Karen Fladset
VM 1986: 3:e plats
Kristin Midthun, Heidi Sundal, Trine Haltvik, Ingrid Steen, Åse Birkrem, Cathrine Svendsen, Hanne Hegh (kapten), Hanne Hogness, Anne Migliosi, Kristin Eide, Karin Pettersen, Karin Singstad, Unni Birkrem, Linn Siri Jensen, Kjerstin Andersen.
Landslagschef: Sven Tore Jacobsen
OL 1988: 2:a plats
Annette Skotvoll, Berit Digre, Cathrine Svendsen, Hanne Hegh (kapten), Hanne Hogness, Heidi Sundal, Karin Singstad, Ingrid Steen, Karin Pettersen, Kjerstin Andersen, Kristin Midthun, Marte Eliasson, Trine Haltvik, Susann Goksør, Vibeke Johnsen.
Landslagschef: Sven Tore Jacobsen
VM 1990: 6:e plats
Kjerstin Andersen, Annette Skotvoll, Reidun Gunnarson, Susann Goksør, Kjersti Grini, Trine Haltvik, Hanne Hegh (kaptein), Hanne Hogness, Marte Eliasson, Kristin Cecilie Karlsen, Cathrine Svendsen, Tonje Sagstuen, Karin Pettersen, Tone Anne Alvestad Seland
Landslagschef: Sven Tore Jacobsen
OL 1992 2:a plats
Annette Skotvoll, Cathrine Svendsen, Hanne Hogness (kaptein), Hege Frøseth, Heidi Sundal, Heidi Tjugum, Henriette Henriksen, Ingrid Steen, Karin Pettersen, Kristine Duvholt, Mona Dahle, Siri Eftedal, Susann Goksør, Tonje Sagstuen.
Landslagschef: Sven Tore Jacobsen
VM 1993 3:e plats
Cecilie Leganger, Annette Skotvoll, Hege Frøseth, Susann Goksør (kapten), Siri Eftedal, Connie Mathisen, Mette Davidsen, Mona Dahle, Marte Eliasson, Kristine Duvholt, Karin Pettersen, Heidi Sundal, Hege Kristine Kvitsand, Tonje Sagstuen, Cathrine Svendsen.
Landslagschef: Sven Tore Jacobsen
EM 1994: 3:e plats
Cecilie Leganger, Annette Skotvoll, Monica Løken, Tonje Larsen, Kjersti Grini, Tonje Sagstuen, Susann Goksør (kaptein), Kristine Moldestad, Kristine Duvholt, Marte Eliasson, Kari Solem, Hege Kristine Kvitsand, Mona Dahle, Ingrid Steen, Siri Eftedal
Landslagschef: Marit Breivik
VM 1995: 4:e plats
Heidi Tjugum, Cecilie Leganger, Annette Skotvoll, Susann Goksør (kapten), Mette Davidsen, Kjersti Grini, Ann Cathrin Eriksen, Mona Dahle, Tonje Sagstuen, Tonje Larsen, Hege Kristine Kvitsand, Cathrine Svendsen, Kristine Moldestad
Landslagschef: Marit Breivik
OL 1996: 4:e plats
Ann Cathrin Eriksen, Annette Skotvoll, Hege Kvitsand, Heidi Tjugum, Hilde Østbø, Kari Solem, Kjersti Grini, Kristine Duvholt, Kristine Moldestad, Mette Davidsen, Mona Dahle, Sahra Hausmann, Susann Goksør (kapten), Tonje Larsen, Trine Haltvik, Silje Bolset.
Landslagschef: Marit Breivik
EM 1996 2:a plats
Heidi Tjugum, Jeanette Nilsen, Annette Skotvoll, Tonje Larsen, Kjersti Grini, Sahra Hausmann, Susann Goksør (kaptein), Kari Solem, Monica Vik Hansen, Trine Haltvik, Kristine Moldestad, Mette Davidsen, Janne Tuven, Ellen Thomsen, Silje Bolset.
Landslagschef: Marit Breivik
VM 1997: 2:a plats
Heidi Tjugum, Jeanette Nilsen, Lise Kristiansen, Tonje Sagstuen, Susann Goksør Bjerkrheim (kapten), Trine Haltvik, Mette Davidsen, Tonje Larsen, Janne Tuven, Anette Tveter, Kari Solem, Sahra Hausmann, Monica Vik Hansen, Ellen Thomsen, Hege Kristine Kvitsand.
Landslagschef: Marit Breivik
EM 1998: 1:a plats
Ann Cathrin Eriksen, Camilla Carstens, Cecilie Leganger, Elisabeth Hilmo, Elise Margrete Alsand, Else-Marthe Sørlie, Heidi Tjugum, Janne Tuven, Jeanette Nilsen, Kjersti Grini (kapten), Mette Davidsen, Mia Hundvin, Sahra Hausmann, Siv Heim Sæbøe, Tonje Larsen, Trine Haltvik.
Landslagschef: Marit Breivik
VM 1999: 1:a plats
Ann Cathrin Eriksen, Birgitte Sættem, Cecilie Leganger, Elisabeth Hilmo, Else-Marthe Sørlie Lybekk, Heidi Tjugum, Jeanette Nilsen, Kjersti Grini, Kristine Duvholt, Marianne Rokne, Mette Davidsen, Mia Hundvin, Sahra Hausmann, Susann Goksør Bjerkrheim (kapten), Tonje Larsen, Trine Haltvik.
Landslagschef: Marit Breivik
OL 2000: 3:e plats
Ann Cathrin Eriksen, Birgitte Sættem, Cecilie Leganger, Elisabeth Hilmo, Else Marthe Sørlie, Heidi Tjugum, Jeanette Nilsen, Kjersti Grini, Kristine Duvholt, Marianne Rokne, Mia Hundvin, Monica Sandve, Susann Goksør Bjerkrheim (kapten), Tonje Larsen, Trine Haltvik.
Landslagschef: Marit Breivik
EM 2000: 6:e plats
Birgitte Sættem, Camilla Carstens, Camilla Thorsen, Cecilie Thorsteinsen, Elisabeth Hilmo, Else-Marthe Sørlie Lybekk (kapten), Gro Hammerseng, Hege Christin Vikebø, Hege Johansen, Jeanette Nilsen, Kristine Duvholt, Marianne Rokne, Mimi Kopperud Slevigen, Monica Sandve, Vigdis Hårsaker, Karoline Dyhre Breivang.
Landslagschef: Marit Breivik
VM 2001: 2:a plats
Cecilie Leganger, Mimi Kopperud Slevigen, Heidi Halvorsen, Kjersti Grini (kaptein), Gro Hammerseng, Kristine Duvholt, Janne Tuven, Marianne Rokne, Else Marthe Sørlie Lybekk, Elisabeth Hilmo, Monica Sandve, Vigdis Hårsaker, Kristine Lunde, Unni Nyhamar Hinkel, Hanne Halén.
Landslagschef: Marit Breivik
EM 2002: 2:a plats
Anette Hovind Johansen, Birgitte Sættem, Elisabeth Hilmo, Else-Marthe Sørlie Lybekk (kaptein), Gro Hammerseng, Heidi Tjugum, Janne Tuven, Kari-Anne Henriksen, Katja Nyberg, Katrine Lunde, Lina Olsson Rosenberg, Mia Hundvin, Mimi Kopperud Slevigen, Monica Sandve, Tonje Larsen, Vigdis Hårsaker.
Landslagschef: Marit Breivik
VM 2003: 6:e plats
Heidi Tjugum, Cecilie Leganger, Katrine Lunde, Gro Hammerseng (kapten), Unni Nyhamar Hinkel, Elisabeth Hilmo, Vigdis Hårsaker, Berit Hynne, Anette Hovind Johansen, Tonje Larsen, Kristine Lunde, Else-Marthe Sørlie Lybekk, Katja Nyberg, Linn-Kristin Riegelhuth, Monica Sandve, Ragnhild Aamodt.
Landslagschef: Marit Breivik
EM 2004: 1:a plats
Camilla Thorsen, Elisabeth Hilmo, Else-Marthe Sørlie Lybekk, Gro Hammerseng (kapten), Gøril Snorroeggen, Isabel Blanco, Kari Mette Johansen, Karoline Dyhre Breivang, Katja Nyberg, Katrine Lunde, Kjersti Beck, Kristine Lunde, Linn-Kristin Riegelhuth, Ragnhild Aamodt, Randi Gustad, Terese Pedersen, Vigdis Hårsaker.
Landslagschef: Marit Breivik
VM 2005: 9:e plats
Anette Hovind Johansen, Camilla Thorsen, Elisabeth Hilmo (kapten), Isabel Blanco, Kari Mette Johansen, Karoline Dyhre Breivang, Katrine Lunde, Kjersti Beck, Kristine Lunde, Linn Jørum Sulland, Marianne Rokne, Ragnhild Aamodt, Randi Gustad, Terese Pedersen, Tonje Nøstvold.
Landslagschef: Marit Breivik
EM 2006: 1:a plats
Anette Hovind Johansen, Anne Kjersti Suvdal, Else-Marthe Sørlie Lybekk, Gro Hammerseng (kapten), Gøril Snorroeggen, Kari Aalvik Grimsbø, Kari Mette Johansen, Karoline Dyhre Breivang, Katja Nyberg, Katrine Lunde, Kristine Lunde, Linn-Kristin Riegelhuth, Marianne Rokne, Marit Malm Frafjord, Ragnhild Aamodt, Terese Pedersen, Tonje Nøstvold.
Landslagschef: Marit Breivik
VM 2007: 2:a plats
Anette Hovind Johansen, Else-Marthe Sørlie Lybekk, Gro Hammerseng (kapten), Gøril Snorroeggen, Kari Aalvik Grimsbø, Kari Mette Johansen, Karoline Dyhre Breivang, Katja Nyberg, Katrine Lunde Haraldsen, Linn Jørum Sulland, Linn-Kristin Riegelhuth, Marit Malm Frafjord, Ragnhild Aamodt, Terese Pedersen, Tonje Nøstvold, Vigdis Hårsaker.
Landslagschef: Marit Breivik
OS 2008: 1:a plats
Else-Marthe Sørlie Lybekk, Gro Hammerseng (kapten), Gøril Snorroeggen, Kari Aalvik Grimsbø, Kari Mette Johansen, Karoline Dyhre Breivang, Katja Nyberg, Katrine Lunde Haraldsen, Kristine Lunde, Linn-Kristin Riegelhuth, Marit Malm Frafjord, Ragnhild Aamodt, Tonje Larsen, Tonje Nøstvold.
Landslagschef: Marit Breivik
EM 2008: 1:a plats
Camilla Herrem, Heidi Løke, Isabel Blanco, Kari Aalvik Grimsbø, Kari Mette Johansen, Karoline Dyhre Breivang, Katrine Lunde Haraldsen, Kristine Lunde (kapten), Linn Jørum Sulland, Linn-Kristin Riegelhuth, Marit Malm Frafjord, Ragnhild Aamodt, Terese Pedersen, Tine Rustad Kristiansen, Tonje Larsen, Tonje Nøstvold.
Landslagschef: Marit Breivik
VM 2009: 3:e plats
Kari Aalvik Grimsbø, Renate Urne, Ida Alstad, Heidi Løke, Tonje Nøstvold, Karoline Dyhre Breivang, Kristine Lunde-Borgersen (kapten), Kari Mette Johansen, Terese Pedersen, Marit Malm Frafjord, Tonje Larsen, Katrine Lunde Haraldsen, Linn-Kristin Riegelhuth, Tine Stange, Anja Edin, Siri Seglem, Camilla Herrem.
Landslagchef: Þórir Hergeirsson
EM 2010: 1:a plats
Kari Aalvik Grimsbø, Mari Molid, Nora Mørk, Ida Alstad, Heidi Løke, Tonje Nøstvold, Karoline Dyhre Breivang, Gro Hammerseng (kapten), Kari Mette Johansen, Marit Malm Frafjord, Tonje Larsen, Katrine Lunde Haraldsen, Linn-Kristin Riegelhuth, Stine Bredal Oftedal, Tine Stange, Camilla Herrem och Linn Jørum Sulland.
Landslagschef: Þórir Hergeirsson
VM 2011: 1:a plats
Kari Aalvik Grimsbø, Mari Molid, Karoline Næss (reserv), Stine Bredal Oftedal, Ida Alstad, Heidi Løke, Tonje Nøstvold, Karoline Dyhre Breivang, Kristine Lunde-Borgersen,  Kari Mette Johansen, Marit Malm Frafjord (kapten), Katrine Lunde Haraldsen, Linn Jørum Sulland, Linn-Kristin Riegelhuth Koren, Gøril Snorroeggen, Amanda Kurtović och Camilla Herrem.
Landslagschef: Þórir Hergeirsson
OL 2012: 1:a plats
Kari Aalvik Grimsbø, Katrine Lunde Haraldsen, Ida Alstad, Heidi Løke, Tonje Nøstvold, Karoline Dyhre Breivang, Kristine Lunde-Borgersen, Kari Mette Johansen, Marit Malm Frafjord (kapten), Linn Jørum Sulland, Linn-Kristin Riegelhuth Koren, Gøril Snorroeggen, Amanda Kurtović och Camilla Herrem.
Landslagschef: Þórir Hergeirsson
EM 2012: 2:a plats
Karoline Næss, Stine Bredal Oftedal, Ida Alstad, Heidi Løke, Karoline Dyhre Breivang, Kristine Lunde-Borgersen, Anja Edin, Silje Solberg, Marit Malm Frafjord (kaptein), Isabel Blanco (reserv), Ida Bjørndalen, Linn Jørum Sulland, Katrine Lunde Haraldsen, Linn-Kristin Riegelhuth Koren, Linn Gossé, Maja Jakobsen och Camilla Herrem.
Landslagschef: Þórir Hergeirsson
VM 2013: 5:e plats
Mari Molid, Stine Bredal Oftedal, Ida Alstad, Heidi Løke, Tonje Nøstvold, Karoline Dyhre Breivang (kapten), Isabel Blanco, Anja Hammerseng-Edin, Silje Solberg, Linn Jørum Sulland, Katrine Lunde, Veronica Kristiansen, Linn-Kristin Riegelhuth Koren, Nora Mørk, Camilla Herrem och Sanna Solberg
Landslagschef: Þórir Hergeirsson
EM 2014: 1:a plats
Kari Aalvik Grimsbø, Betina Riegelhuth, Emilie Hegh Arntzen, Veronica Kristiansen, Ida Alstad, Heidi Løke, Karoline Dyhre Breivang (kapten), Nora Mørk, Stine Bredal Oftedal, Silje Solberg, Ida Bjørndalen Karlsson, Emily Stang Sando, Linn-Kristin Riegelhuth Koren, Maja Jakobsen, Camilla Herrem, Sanna Solberg och Pernille Wibe
Landslagschef: Þórir Hergeirsson
VM 2015: 1:a plats
Kari Aalvik Grimsbø, Betina Riegelhuth , Mari Molid , Veronica Kristiansen , Heidi Løke , Nora Mørk , Stine Bredal Oftedal  (kapten), Silje Solberg , Camilla Herrem, Amanda Kurtović , Sanna Solberg, Pernille Wibe, Marta Tomac , Linn Jørum Sulland , Stine Skogrand , Vilde Mortensen Ingstad,  Ida Alstad
Landslagschef: Þórir Hergeirsson
OL 2016: 3:e plats
Kari Aalvik Grimsbø, Mari Kristine Molid, Emilie Hegh Arntzen, Veronica Egebakken Kristiansen, Ida Alstad, Heidi Løke, Nora Mørk, Stine Bredal Oftedal (kapten), Marit Malm Frafjord, Katrine Lunde, Linn-Kristin Riegelhuth Koren, Amanda Kurtović, Camilla Herrem, Sanna Solberg.
Landslagschef: Þórir Hergeirsson
EM 2016: 1:a plats
Kari Aalvik Grimsbø, Silje Solberg, Marit Malm Frafjord, Vilde Mortensen Ingstad, Nora Mørk, Amanda Kurtović, Stine Ruscetta Skogrand, Silje Waade, Kjerstin Boge Solås, Marta Tomac, Emilie Hegh Arntzen, Veronica Egebakken Kristiansen, Stine Bredal Oftedal (kapten), Camilla Herrem, Sanna Solberg, Malin Aune.
Landslagschef: Þórir Hergeirsson
VM 2017: 2:a plats
Kari Aalvik Grimsbø, Emilie Hegh Arntzen, Veronica Kristiansen, Heidi Løke, Stine Skogrand, Vilde Ingstad, Nora Mørk, Stine Bredal Oftedal (kapten), Kari Brattset, Katrine Lunde, Helene Gigstad Fauske, Emilie Christensen, Amanda Kurtović, Camilla Herrem, Sanna Solberg, Marit Røsberg Jacobsen, Silje Solberg.
Landslagschef: Þórir Hergeirsson
EM 2018: 5:e plats
Silje Solberg, Katrine Lunde, Henny Reistad, Emilie Hegh Arntzen, Veronica Kristiansen, Heidi Løke, Silje Waade, Stine Bredal Oftedal (kapten), Malin Aune, Kari Brattset, Linn Jørum Sulland, Camilla Herrem, Sanna Solberg, Thea Mørk, Marta Tomac, Marit Røsberg Jacobsen, Vilde Ingstad.
Landslagschef: Þórir Hergeirsson
VM 2019: 4:e plats
Silje Solberg, Andrea Austmo Pedersen, Camilla Herrem, Sanna Solberg-Isaksen, Malin Larsen Aune, Marit Røsberg Jacobsen, Heidi Løke, Kari Brattset Dale, Stine Bredal Oftedal (kapten), Marta Tomac, Emilie Hegh Arntzen, Helene Gigstad Fauske, Ingvild Kristiansen Bakkerud, Stine Ruscetta Skogrand, Silje Katrine Waade, Moa Högdahl och Kristine Breistøl. Reserver: Emily Stang Sando, Tonje Enkerud.
Landslagschef: Þórir Hergeirsson
EM 2020: 1:a plats
Silje Solberg, Katrine Lunde, Henny Reistad, Emilie Hegh Arntzen, Veronica Kristiansen, Marit Malm Frafjord, Heidi Løke, Stine Skogrand, Nora Mørk, Stine Bredal Oftedal (lagkapten), Malin Aune, Kari Brattset Dale, Marit Røsberg Jacobsen, Camilla Herrem, Sanna Solberg-Isaksen, Kristine Breistøl
Landslagschef: Þórir Hergeirsson
VM 2021: 1:a plats
Silje Solberg, Katrine Lunde, Rikke Granlund, Henny Reistad, Emilie Hegh Arntzen, Veronica Kristiansen, Nora Mørk, Stine Bredal Oftedal (lagkapten), Malin Aune, Kari Brattset Dale, Vilde Ingstad, Moa Högdahl, Marit Røsberg Jacobsen, Camilla Herrem, Sanna Solberg-Isaksen, Kristine Breistøl, Emilie Hovden, Maren Nyland Aardahl
Landslagschef: Þórir Hergeirsson